# Franz Hildesheim

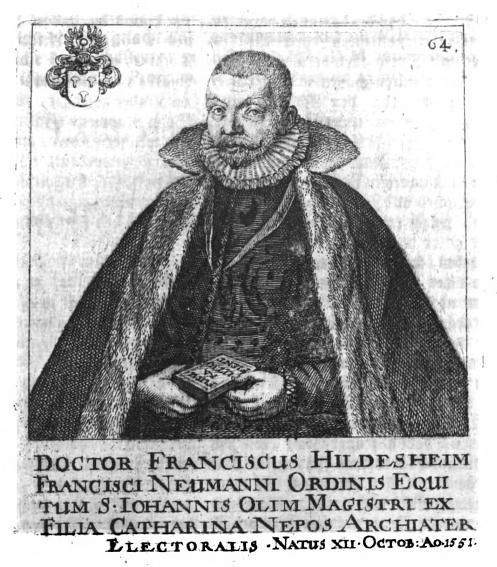
Bildnis Franz Hildesheim nach Martin Friedrich Seidels Bilder-Sammlung

Franz Hildesheim (* 12. Oktober 1551 in Küstrin; † 24. Oktober 1613 in Berlin) war ein deutscher Mediziner, Historiker und Dichter.

## Leben
Geboren als Sohn des Lehnssekretärs Hippolyt Hildesheim und seiner Frau Catharina von Naumann, besuchte er die Schule seiner Heimatstadt, war dann in Freystadt und bezog die Universität Frankfurt (Oder), die Universität Wittenberg sowie die Universität Leipzig. Nachdem er sich im Alter von 19 Jahren den akademischen Grad eines Magisters erworben hatte, kehrte er zurück in seine Heimatstadt und wurde dort Rektor der Schule.
1574 ging er nach Wien, um Medizin zu studieren, 1577 wechselte er zu diesem Zweck nach Padua, wo er sich am 4. Juni 1578 immatrikuliert hatte, war in Florenz, Rom und Neapel. In Italien wurde er zum Doktor der Medizin promoviert und kehrte 1580 in seine Heimat zurück. Von hier aus begleitete er junge Adlige auf ihren Reisen und wurde 1584 zu Aufgaben in der Regierung bei Albrecht Friedrich von Preußen herangezogen und ging als Professor der Medizin nach Königsberg (Preußen).
Im Jahr darauf wechselte er an den Hof von Johann Georg von Brandenburg als Leibarzt und Rat. Auch unter dessen Nachfolger Joachim Friedrich blieb er in jener Stellung bis zu seinem Lebensende. Hildesheim hat nur ein medizinisches Werk verfasst und sich auch mit der Geschichte und Biographien des Brandenburger Fürstenhauses beschäftigt. Daneben ist er als dramatischer Dichter aufgetreten.

## Werke
- De cerbi et capitis morbis internis, Frankfurt/O. 1612
- Publicae commoditavi vitae duorum potentissimorum principium Joachimi II. Electoris et Johannis marchiouis, item duorum cancellariorum Lamp. Distelmeieri et Hadriani Albini, Frankfurt/O. 1592
- Inscriptiones sepulcrales quae vulgo sunt Epitaphia electorum et marchionum Brandenburggensium, Berlin 1608
- Vita (Komödie)
- Religio (Tragödie), Leipzig 1602